# Severiano Mário Porto
Severiano Mário Vieira de Magalhães Porto (Uberlândia, 19 de fevereiro de 1930  – Niterói, 10 de dezembro de 2020) foi um arquiteto brasileiro. Conhecido com o "arquiteto da floresta", ou "arquiteto da Amazônia" foi responsável por conceber um modelo único de arquitetura amazônica e sustentável, que une técnicas desenvolvidas por ribeirinhos e caboclos com as mais modernas e inovadoras criações da arquitetura.

## Biografia
Muda-se com a família para o Rio de Janeiro, aos cinco anos de idade, quando seu pai funda o Colégio Brasil América. Em 1954, forma-se na Faculdade Nacional de Arquitetura  (FNA), da Universidade do Brasil, atual Faculdade de Arquitetura e Urbanismo da Universidade Federal do Rio de Janeiro. 
Como estudante faz estágio na Construtora Britto e como arquiteto responsável pelo desenvolvimento de obras permanece na empresa por cerca de onze anos. Viaja a turismo para Manaus em 1963. Dois anos depois é convidado pelo governador do Estado do Amazonas, Arthur Cezar Ferreira Reis (1908 - 1993) - pai de um colega do Colégio Brasil América -, a realizar a reforma do palácio do governo, em 1965, e o projeto da Assembléia Legislativa do Estado, em 1965. No período em que permanece em Manaus para o desenvolvimento desses projetos, que não se concretizam, Severiano Porto recebe outras encomendas e então muda-se para a cidade, em 1966. 
Mantém o escritório do Rio de Janeiro com a coordenação de seu sócio, o arquiteto Mário Emílio Ribeiro (1930), colega de turma da FNA e co-autor em projetos importantes, como o Estádio Vivaldo Lima, 1965, o Campus da Universidade do Amazonas, 1970/1980, e a Pousada na Ilha de Silves, 1979/1983, todos construídos no Amazonas.
Em Manaus, elabora um caderno de encargos, com os engenheiros Sérgio S. Machado e Milber Guedes, para assegurar que as construtoras cumpram os prazos e as especificações técnicas conforme o projeto e os dispositivos legais estabelecidos. A iniciativa inédita no Estado é assimilada pelo governo. Muitos dos projetos desenvolvidos na região são premiados pelo Instituto dos Arquitetos do Brasil (IAB), como o Restaurante Chapéu de Palha, 1967 (demolido), a Residência do Arquiteto, 1971, e a Pousada da Ilha de Silves. 
O conjunto de sua obra é premiado na Bienal Internacional de Arquitetura de Buenos Aires, em 1985, e ele alcança renome internacional, que é confirmado em 1987, quando é homenageado como o homem do ano pela revista francesa L'Architecture d'Aujourd'hui. Um ano antes a parceria de Severiano e Ribeiro é reconhecida pelo prêmio Personalidade do Ano, que os arquitetos recebem do departamento carioca do IAB. 
Em Manaus, Severiano também exerce a função de professor de arquitetura e urbanismo na Faculdade de Tecnologia da Universidade do Amazonas, de 1972 a 1998. 
Depois de 36 anos vivendo em Manaus, o arquiteto retorna ao Rio de Janeiro, e transfere o escritório para Niterói, onde passa a morar. Em 2003 recebe o título professor honoris causa da Universidade Federal do Rio de Janeiro (UFRJ), por por indicação da Faculdade de Arquitetura e Urbanismo. Boa parte de seu acervo sob a guarda do  Núcleo de Pesquisa e Documentação da Faculdade de Arquitetura e Urbanismo da Universidade Federal do Rio de Janeiro.

## Morte
Morreu em 10 de dezembro de 2020, vítima da COVID-19.

## Obras
Entre suas principais obras, estão:
- 1965 - Estádio Vivaldo Lima (demolido), Manaus
- 1967 - Restaurante Chapéu de Palha (demolido), Manaus
- 1969 - Sede da Petrobrás
- 1971 - Sede da Superintendência da Zona Franca de Manaus Suframa, Manaus
- 1971 - Residência do Arquiteto, Manaus
- 1973 - Campus da Universidade Federal do Amazonas (UFAM)
- 1977 - Escola de Música e Clube do Trabalhador do Sesi, em Fortaleza
- 1978 - Residência Robert Schuster, Tarumã (Manaus),
- 1979 - Pousada dos Guanavenas, Silves
- 1983 - Centro de Proteção Ambiental de Balbina, Presidente Figueiredo
- 1992 - Parque Urbanização da Ponta Negra (Manaus)
- 1994 - Sede da Aldeia Infantil SOS (ONG vinculada à Unesco), Manaus
- Sede do Tribunal Regional do Trabalho (TRT)
- Sede do Fórum de Justiça Henoch Reis
- Campus da Unama, Belém (Pará)
- Escola de madeira pré-fabricada Elizabete Rodrigues de Campos